# Taeniolabididae
Taeniolabididae is een familie van uitgestorven zoogdieren uit de Multituberculata. De dieren uit deze familie waren waarschijnlijk herbivoor en leefden tijdens het Laat-Krijt en Paleoceen in Noord-Amerika.
De multituberculaten uit de Taeniolabididae had knaagtanden die overeenkwamen met die van knaagdieren met verdere verkleinde valse kiezen en op de kiezen grote compleze maalvlakken. De oudste vertegenwoordiger van de Taeniolabididae is Bubodens uit het Laat-Krijt. Kimbetopsalis leefde kort na de K-T-grens en was al een relatief groot zoogdier. Naamgever van de familie is Taeniolabis uit het Vroeg-Paleoceen. Dit dier had het formaat van een bever en het daarmee de grootst bekende multituberculaat. Taeniolabis had een grote schedel met korte stompe snuit. 
Verwant aan de Taeniolabididae is de Lambdopsalidae, hun Aziatische equivalenten.